# 신주쿠 서쪽 출구 버스 방화 사건
신주쿠 서쪽 출구 버스 방화 사건(일본어: 新宿西口バス放火事件 신쥬쿠니시구치바스호우카지켄[*])은 1980년 8월 19일 밤, 도쿄도 신주쿠구의 신주쿠 역 서쪽 출구 버스 터미널에서 일어난 노선 버스 차량이 방화된 사건이다.

## 사건의 개요
1980년 8월 19일 화요일 21시경, 신주쿠 역 서쪽 출구 버스 터미널 20번 승차장에서 출발 대기를 위해 정차 중이던 게이오 제도전철(현 게이오 전철, 당해 사업은 분사화하여 게이오 버스가 상속)에서 운행하는 주쿠41 계통 / 6호 거리를 경유하는 나카노 차고 행 버스(히노 RE100 · A2158호차 등록 번호: 練馬22か ・771)의 차내에 한 남성이 뒷문에서 불이 붙은 신문지와 휘발유가 들어간 양동이를 차량 후부를 향해 던졌다.